# Albena Denkova
Albena Denkova (Sofija, 3. prosinca 1974.), bugarska je umjetnička klizačica. U paru sa zaručnikom Maximom Staviskim postala je dvostrukom svjetskom prvakinjom i dvostrukom europskom doprvakinjom. Denkova i Staviski prvi su Bugari koji su osvojili odličje na Svjetskim prvenstvima u umjetničkom klizanju. Trinaesterostruka je bugarska državna prvakinja.
Zajedno sa Staviaskim proglašena je 2006. bugarskom športašicom godine.
Diplomirala je ekonomiju na Sveučilištu u Sofiji.

## Vanjske poveznice
- Postignuća na stranicama Međunarodnog klizačkog saveza (ISU-a)